# BUS:STOP Krumbach

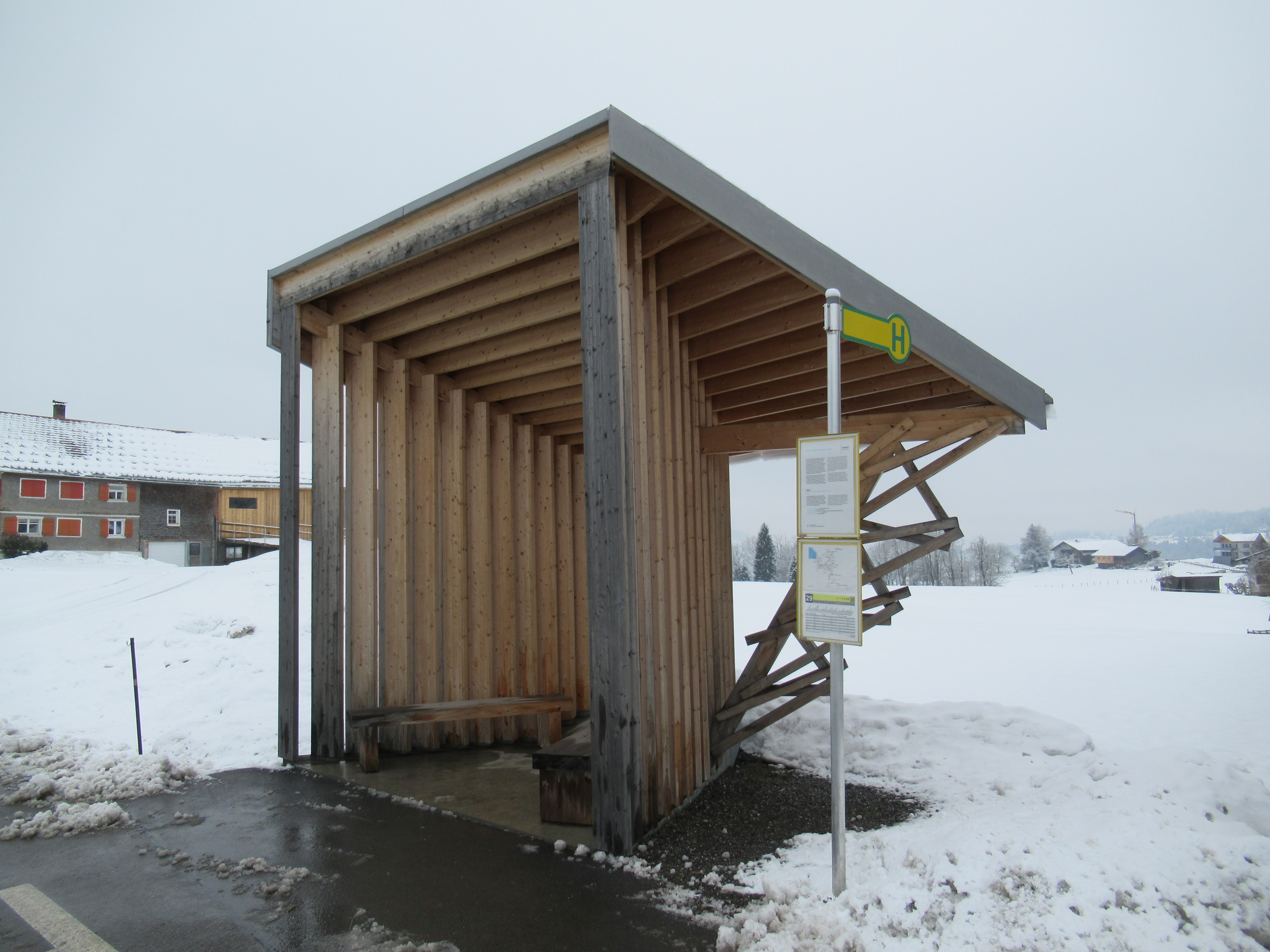
Bushaltestelle #4 in Krumbach-Glatzegg

Bus Stop Krumbach (Eigenschreibweise: BUS:STOP Krumbach) ist ein internationales Architekturprojekt von sieben Bushaltestellen des Landbus Bregenzerwald in der Bregenzerwälder Gemeinde Krumbach im Bezirk Bregenz in Vorarlberg (Österreich).

## Das Projekt
Als im Jahr 2010 die Diskussion aufkam, dass die Bushaltestellen in Krumbach neu errichtet werden müssen, wurde der Direktor des Architekturzentrum Wiens, Dietmar Steiner, damit beauftragt, sieben internationale Architekten zu finden, die in der Gemeinde außergewöhnliche Bushaltestellen errichten.
Bei der Herstellung und der Errichtung der Haltestellen wurde großer Wert auf die Miteinbeziehung von lokalen Architekten und Handwerkern und der örtlichen Bevölkerung gelegt.
Das Design spiegelt die Vereinigung von Tradition und Moderne der Vorarlberger Baukultur wider und ist damit ein Beispiel der neuen Vorarlberger Bauschule.

## Auszeichnungen
Das Projekt BUS:STOP Krumbach wurde mehrfach ausgezeichnet: mit dem Sonderpreis des Österreichischen Staatspreises für Architektur, dem Österreichischen Staatspreis für Kommunikation und Public Relations, dem Adwin 2015, der Auszeichnung als „Architects’ Client of the Year 2014“ des internationalen Iconic Award und dem Innovationspreis 2014 des Vorarlberg Tourismus.

## Liste der Bushaltestellen
| Lage | Kunstwerk                                                           | Architekt                                                            | Partnerarchitekt                             | Statik                       | Handwerker | Hauptsponsor                  | Beschreibung | Inventarnummer | Bild |
| ---- | ------------------------------------------------------------------- | -------------------------------------------------------------------- | -------------------------------------------- | ---------------------------- | --- | ----------------------------- | --- | -------------- | ---- |
|      | Bushaltestelle Krumbach-Zwing                                       | Smiljan Radic, Chile                                                 | Bernardo Bader                               | Mader Flatz (Bregenz)        | Felder Metall (Andelsbuch), Holzwerkstatt Markus Faißt (Hittisau), Oberhauser & Schedler Bau (Andelsbuch), Spenglerei Manfred Baldauf (Doren)                                     | Morscher Bau (Mellau)         | Der Architekt wurde für seinen Entwurf vom Bregenzerwälder Handwerk inspiriert. Die Haltestelle ist eine Referenz an die Bregenzerwälder Bauernstube. Diese Wirkung übertrug er von der Intimität der Bauernstube auf die Aufgesetztheit einer Bushaltestelle. Bei der Bushaltestelle ist ein Stück der Stube scheinbar ausgeschnitten und in die Landschaft gesetzt. Das Wartehaus ist ein gläserner Pavillon mit Kassettendecke aus schwarzem Beton. Zwei Holzsessel in bäuerlicher Manier fungieren als Sitzgelegenheiten. Über dem Glaskubus ist ein Vogelhaus angedeutet, das als Aufmerksamkeit und Ablenkung dient. | 1              |      |
|      | Bushaltestelle Unterkrumbach Nord                                   | Ensamble Studio, Antón García-Abril/Débora Mesa, Spanien             | Dietrich Untertrifaller Architekten          | Mader Flatz (Bregenz)        | Zimmerei Gerhard Berchtold (Schwarzenberg) | Hypo Vorarlberg               | Für die Bushaltestelle wurden rohe und unbehandelte Eichenholzbretter übereinandergeschlichtet. Alleine durch die Schlichtung der Bretter entsteht ein geschützter wie offener Raum. Die Bretter sind komplett unbehandelt und durch die Alterung des Holzes soll der Ort ganz spezifisch sein. | 2              |      |
|      | Bushaltestelle Unterkrumbach Süd                                    | Architecten De Vylder Vinck Taillieu, Belgien                        | Thomas Mennel (MeMux Schwarzenberg)          | gbd (Dornbirn)               | Waldmetall Dietmar Bechter (Hittisau), Haller Bau (Sulzberg), Malerei Raid (Krumbach)                                                                                             | EHG Stahl Metall (Dornbirn)   | Das Wartehaus entstand durch den Eindruck von automobiler Bewältigung von Alpenpässen. Die Metallkonstruktion mit dreieckiger Form stellt laut den Architekten den „poetischen Akt der Faltung von dreieckigen Flächen“ dar. | 3              |      |
|      | Bushaltestelle Krumbach-Glatzegg                                    | Wang Shu/Lu Wenyu (Amateur Architecture Studio), Volksrepublik China | Hermann Kaufmann (Schwarzach)                | Merz Kley Partner (Dornbirn) | Kaufmann Zimmerei (Reuthe), Haller Bau (Sulzberg), Spenglerei Manfred Baldauf (Doren)                                                                                             | Sutterlüty (Egg)              | Bei dieser Bushaltestelle war den Architekten die freie Sicht in beide Richtungen von Bedeutung. Aus diesem Grund wurde eine „Camera Obscura“ – ein konischer Raum – geplant, der sich zur Straße öffnet und mit einem Fenster in der Rückwand den Blick auf die Berge und die Dörfer rahmt. Damit wollten sie eine fokussierte Wahrnehmung von Landschaft erreichen, die in ihren Projekten immer wichtiger ist, als das Gebäude selbst. | 4              |      |
|      | Bushaltestelle Krumbach-Moos (frühere Bezeichnung Krumbach-Kreßbad) | Rintala Eggertsson Architects, Norwegen                              | Baumschlager Hutter Partners                 | Mader Flatz (Bregenz)        | Tischlerei Steurer mit Krumbacher Handwerkern, Schindeln Peter Lässer (Lingenau), Malerei Raid (Krumbach), Musikverein Krumbach, Offroader Krumbach                               | I+R Schertler Bau (Lauterach) | Das Haltestellenhäuschen steht direkt an einem Tennisplatz. Dadurch konnte das Architektenteam den Warteraum um ein zusätzliches soziales Angebot ergänzen: eine kleine Tribüne für den Tennisplatz. Die Haltestelle wurde funktional als Holzkonstruktion ausgeführt und mit Schindeln verkleidet. Besonders an der Station ist die „Kombination von Bedarf und Möglichkeit“. | 5              |      |
|      | Bushaltestelle Oberkrumbach                                         | Alexander Sawwitsch Brodski, Russland                                | Hugo Dworzak (Architekturwerkstatt Lustenau) | Merz Kley Partner (Dornbirn) | Zimmerei Gerhard Bilgeri (Riefensberg), Spenglerei Manfred Baldauf (Doren), Oberhauser & Schedler Bau (Andelsbuch), Malerei Raid (Krumbach), Raum in Form Raimund Fink (Krumbach) | Rhomberg Gruppe (Bregenz)     | Die Haltestelle steht auf dem Rest eines Grundstückes, das sonst mit einem Einfamilienhaus bebaut ist. Durch die Beschränkung des Raumes errichtete der Architekt an dieser Stelle einen radikal einfachen Turm aus Holz. Er ist nach allen Seiten hin geöffnet, wobei drei Seiten davon verglast sind. Auf der Ebene des ersten Obergeschoßes sind kleine „Fenster“ ohne Verglasung. Mit Hilfe von Tisch und Bank will der Architekt den Aufenthalt so angenehm wie möglich gestalten. | 6              |      |
|      | Bushaltestelle Krumbach-Bränden                                     | Sou Fujimoto, Japan                                                  | Bechter Zaffignani Architekten (Bregenz)     | gbd (Dornbirn)               | Eberle Metall Exclusiv (Hittisau), Malerei Raid (Krumbach), Zimmerei Gerhard Berchtold (Schwarzenberg), Haller Bau (Sulzberg)                                                     | Illwerke/VKW-Gruppe (Bregenz) | Der Architekt setzt in seinen Werken auf die Vereinigung von Natur und Architektur. Die Bushaltestelle soll den Dialog mit der Natur fördern und nicht Schutz vor ihr bieten. Das „Raumgerüst“ soll als Möglichkeit zur Interaktion dienen. Die Bushaltestelle besteht aus weiß gestrichenen dünnen Stahlstangen. Innerhalb dieser offenen Skulptur windet sich eine Stiege in die Höhe. Sie soll eine neue Dimension der Wahrnehmung von Ort, Raum und Natur ermöglichen. | 7              |      |